# Офіс Харківської області у Вашингтоні
Офіс Харківської області у Вашингтоні — українська громадська платформа у формі міжнародного представництва, основними завданнями якого є:
- промоція можливостей Харківської області у торгівельній, інвестиційній, гуманітарній та інших сферах;
- допомога представникам регіонального бізнесу в просуванні на американському ринку;
- правовий та маркетинговий супровід американських компаній в Україні;
- пошук партнерів та лобіювання інтересів українського бізнесу в державних установах США;
- налагодження дипломатичних відносин між офіційними особами української та американської влади;
- інформування офіційних осіб, громадськості та бізнесу в США щодо реальної ситуації в Україні;
- залучення американських донорских організацій до вирішення гуманітарних питань в Україні.[1]

Офіс було засновано у 2015 році в США на громадських засадах Агенцією регіонального розвитку GloBee (Харків), координатор Офісу — Дмитро Шувал. За три роки можливостями установи скористалися більше 100 українських та американських компаній.

## Передісторія проекту
Імпульсом для цього некомерційного проекту стали події 2014 року на Сході України. За словами автора їдеї відкриття в США громадської платформи у формі міжнародного представництва Дмитра Шувала, було очевидно, що швидка переорієнтація України на західні ринки — це питання виживання держави, в не меншому ступені, ніж пряме протистояння агресору в зоні АТО. Оскільки більшість українських виробників з Заходом ніколи не працювали, знайти там надійних партнерів самостійно для них є дуже складна задача. «Адже тут важливе розуміння західної культури ведення бізнесу та наявність зав'язків, а такий досвід напрацьовується тільки з роками. У Агенції регіонального розвитку GloBee такі компетенції були, тож ця громадська організація була в змозі стати тим майданчиком, який допомагав би просувати інтереси українського бізнесу за кордоном» — пояснює Д.Шувал.
Розпочинаючи пошук партнерів серед органів української влади, автори ідеї сконцентрувалися на регіональному рівні, щоб у стіслі терміни досягти конкретних результатів. Втім Харківська область на той момент була прикордонним регіоном, який став прифронтовим, до того ж — регіоном, чия промисловість і наука мали стратегічне значення для всієї країни, але при цьому історично були на 80 % орієнтовані на Росію. Саме тому ініціатива щодо створення регіонального представництва в Сполучених Штатах знайшла підтримку у керівництва Харківської обласної держадміністрації, яка підписала з агентством GloBee меморандум про співпрацю в економічній, соціальній, науковій, освітній та промисловій сферах.
|  | Ресурси Сполучених Штатів вельми потужні. Там є інвестори, які готові не тільки розширюватися на території США, але й відкрити свій бізнес на будь-який інший території, у тому числі, в Україні. Наше завдання полянає у тому, щоб вони прийшли саме на Харківщину. Щоб не втратити таку можливость, ми налагоджуємо зв'язки з лобістами у Вашингтоні, які будуть представляти інтереси безпосередньо Харківської області та харківських підприємств в різних бізнес-структурах США Юлія Світлична, заступник голови ХОДА |

## Відкриття представництва в США
Свій відлік представництво Харківської області у Вашингтоні веде з презентації у Посольстві США в Україні, яка відбулася 22 вересня 2015 року за участю Надзвичайного і повноважного посла Джеффрі Пайєтта (2013-16 рр.). Напередодні під час зустрічі з послом голова Харківської обласної державної адміністрації підкреслив, що головною метою роботи офісу у Вашингтоні мають стати розвиток реального економічного, технологічного, культурного і гуманітарного співробітництва з США в інтересах Харківщини, зокрема співпраця харківських вузів і НДІ, інжинірингових компаній з університетами і технологічними порадами США.
Джеффрі Пайетт запевнив керівника Харківської ОДА в тому, що США готові надати всебічну підтримку ініціативам регіону, висловивши думку, що до цього процесу варто підключити не тільки громадські організації і бізнес-асоціації, але й державні та політичні спільноти.
До роботи в Офісі на постійній основі було залучено 6 співробітників. Харківські компанії відтоді отримали можливість безкоштовно користуватися інфраструктурою офісу у Вашингтоні для зустрічей, переговорів і обробки дзвінків плюс дипломатичну підтримку на безоплатній основі у співпраці з посольством України в США. Крім того, для виконання спеціалізованих завдань — вивчення ринку, відбір потенційних партнерів, розробка стратегії виходу на ринок тощо — на пільговій основі можуть залучатися профільні американські фахівці: юридичні, маркетингові компанії, представники профільних бізнес-асоціацій.

## Візит харківських посадовців до США (2016)
Офіс Харківської области у Вашингтоні став провайдером візиту харківської делегації на чолі з головою ХОДА Ігорем Райніним до США у лютому 2016 року. Харківські посадовці зустрілися з низкою урядових та громадських організацій Сполучених Штатів, зокрема, керівництвом Гудзонського інституту (Hudson Institute), Центру міжнародного приватного підприємництва (CIPE), Євразійської демократичної ініціативи (EDI) та Фундації США - Україна. Також під час візиту за ініціативою Офіса Х.о. у Вашингтоні відбулися нарада в Посольстві України в США, зустрічі та консультації з керівництвом Міністерства фінансів та Міністерства торгівлі США, представниками Державного департаменту, членами Сенату та Палати представників Конгресу, керівництвом Агентства США з міжнародного розвитку (USAID), а також керівниками провідних інвестиційних фондів, бізнес-асоціацій та компаній, що зацікавлені у розвитку співробітництва з Україною.
Крім того, Ігор Райнін виступив перед студентами та викладачами Колумбійського університету з лекцією на тему «На передньому краї боротьби за Україну: протистоячи Москві та викорінюючи корупцію в Харкові». Захід відбувся в Інституті Гаррімана – найстарішому аналітичному центрі США, що вже понад 70 років проводить стратегічні дослідження Росії, Євразії та Східної Європи та бере безпосередню участь у формуванні політики Уряду США на пострадянському просторі. Модератором зустрічі став Валерій Кучинський – колишній Постійний представник України при ООН (у 2002-2006 роках), зараз – професор Колумбійського університету. Виступаючи перед студентами, викладачами та експертами, що спеціалізуються на вивченні проблем розвитку молодих східноєвропейських демократій та нових викликів, що загострилися у зв’язку з конфліктом на Донбасі, голова ХОДА, зокрема, розповів про нинішню ситуацію у сфері безпеки на Харківщині та про заходи зі зміцнення територіальної оборони. Після лекції відбулася дискусія, учасники якої обговорили результати національних і регіональних реформ в соціально-економічній та безпековій сферах, стратегію боротьби з корупцією та досвід протистояння російській пропаганді. Особливу увагу було приділено напрямам та механізмам подальшого посилення підтримки Харківської області та України в цілому з боку США.
1 березня 2016 року відбулася двостороння зустріч між керівництвом Хаківської ТПП та Брулінської торгової палати (Brooklyn Chamber of Commerce). Остання є найбільшою та найвпливовішою в Нью-Йорку та однією з найбільших бізнес-асоціацій світу. Брулінська торгова палата об’єднує більше двох тисяч підприємств у всіх сферах економіки – від фінансово-інвестиційного сектора та промисловості до технологічного підприємництва та арт-індустрії. Звертаючись до її керівника Карло Сіззуро, очільник Харківщини наголосив, що особисто гарантує безпеку ведення бізнесу в регіоні кожному американському інвестору.
«Американський бізнес має великий інтерес до України як до перспективного партнера, — відзначив Ігор Райнін за підсумками зустрічі. — Що стримує розвиток співробітництва? Передусім, це брак достовірної інформації про ситуацію в Україні. Найбільш дієвий спосіб здолати цю перешкоду — це прямий контакт. Ми гарантуємо американським інвесторам на Харківщині чесні та прозорі правила роботи, чітке дотримання законності та безпеку інвестицій».
В ході зустрічі з керівництвом Гудзонського інституту (Hudson Institute), який виступив одним з організаторів візиту делегації Харківської області до США, йшлося про шляхи посилення підтримки з боку урядових та громадських організацій США для забезпечення конкурентоспроможності регіональної економіки та подальшої протидії корупції. Окремою темою стало обговорення ефективних стратегій розвитку Харківщини як регіону на кордоні з Росією та зоною АТО. Слід зазначити, що Гудзонський інститут – один з найстаріших та найвпливовіших американських експертно-аналітичних центрів (think tanks), що виробляє рекомендації для Уряду США та спеціалізується на прогнозуванні глобальних змін, стратегічних дослідженнях у галузі соціально-економічних реформ, оборонної політики та міжнародних відносин. Американські експерти наголосили на особливій ролі Харківської області у відстоюванні територіальної цілісності та підвищенні обороноздатності України, підкреслили вагомі успіхи у розвитку системи регіональної безпеки та нейтралізації російської пропаганди на прикордонних територіях.
Члени також дедегації поклали квіти до Меморіалу жертвам українського Голодомору-геноциду 1932-1933 років, який було відкрито у  Вашингтоні наприкінці 2015 року.

## Візит Міністерства торгівлі США до Харкова (2016)
Наприкінці березня того ж року на запрошення Офісу Харківської области у Вашингтоні її відвідав заступник Міністра торгівлі США з країнами Європи та Євразійського регіону Майкл Лаллі. Він, зокрема ознайомився з роботою та можливостями ПАТ «Турбоатом» та промислово-фінансової корпорації «МАСТ-ІПРА». Керівництво останнього презентувало американському посадовцю програму реконструкції українських ТЕЦ для переводу їх з газу на вугілля. Сторони обговорили можливості реалізації подібної програми, а також джерела її фінансування. За словами М.Лаллі, його вразило, що, окрім великого інтеллектуального потенціалу області у сфері науки та промисловості, він побачив "реальні кейси, як наука та переддова конструкторська думка тут перетворюється на конкретний результат".
Центральним заходом візиту стала участь заступника Міністра торгівлі США у розширеному засіданні Харківського університетського консорціуму. Головним завданням заходу, який пройшов в ХНУ ім. В.Н. Каразіна, стала презентація перспективних проектів, які розробляють промислові підприємства області разом з НДІ, проектними організаціями й вишами.
«Коли компанії в СЩА думають про Україну, вони обговорють, в першу чергу, можливі шляхи співпраці саме в плані використання та залучення інтелектуального капіталу», — каже американський посадовець. 
Зі свого боку, заступник голови ХОДА Юлія Світлична підкреслила, що Харківщина має величезний машинобудівний комплекс. «Ми досить потужні в плані науки, людського потенціалу та злагодженої виробничої бази, — наголосила вона. — Наш потенціал величезний в будь-якій сфері: як в промисловості, так і в сільському господарстві, в науковій чи дослідницькій сфері».
Зі свого боку, про можливості та проекти своїх об'єднань делегації США повідомили керівники харківського IT-кластеру та авіакластеру «Мехатроніка». Так, очільник харківського IT-кластеру, директор і власник компанії INSART Василь Солощук розповів, що до об'єднання на даний момент входять 20 IT-компаній — як заснованих харків'янами, так і тих, що мають в харківському регіоні, зокрема, офіси розробки.
«Наша основна мета — це розвиток IT-екосистеми міста Харків. На сьогодні IT-сфера — третя за обсягом експорту в Україні. Експорт IT-послуг склав в 2015 році близько 2,4 млрд доларів. Харків в IT-індустрії України перебуває на 2-му місці після Києва за обсягом ринку, кількістю розробників і компаній. Ми складаємо близько 15-20% від всієї IT-індустрії України. У Харкові в IT-сфері задіяно близько 22 тисяч фахівців і, за нашими підрахунками, виші випускають ще близько 2 тисяч фахівців на рік. Ми охоплюємо всю технологічну лінійку, яка існує у світі. Наше бачення — зробити Харків кращою локацією для ведення IT-бізнесу в Україні і, можливо, навіть у Східній Європі в цілому», — пояснив Василь Солощук.
Голова правління ПАТ «ФЕД», президент кластера «Мехатроніка» Віктор Попов повідомив, що до складу створеного харків'янами об'єднання увійшли 24 підприємства аерокосмічної сфери (в тому числі — з інших регіонів України), їм вже була реалізована низка проектів і ще кілька знаходяться в стадії розробки.
«Один з успішних проектів, який ми реалізували, — це створення першого українського форсажного двигуна. Ініціатор проекту — компанія «ФЕД», учасники — «Мотор-Січ», НАУ «ХАІ», «Полісвіт», завод «Комунар»... Експортний потенціал цього проекту ми оцінюємо від 800 млн до 1 млрд доларів США», — розповів президент кластера «Мехатроніка». За його словами, серед перспективних проектів, які реалізує кластер,  розробка систем управління двигунами, систем управління літальними і космічними апаратами, розробка і виробництво легкої авіації.

## Засади
Проект було реалізовано протягом 2015 – 2019 рр. на волонтерських засадах без залучення бюджетного фінансування на підставі Меморандуму про співробітництво та координацію дій між Харківською обласною державною адміністрацією та громадською організацією «Міжнародне агентство регіонального розвитку «Globee» від 19.05.2015 р., укладеного строком на три роки із можливістю пролонгації. З 2020 р. агентство «Globee» припинило фінансування проекту.

## Підсумки роботи офісу для бізнесу
На 1 січня 2019 року через Офіс Харківської області у Вашингтоні пройшло близько 100 компаній. Одинадцять з них безоплатно скористалися офісом для проведення самостійних переговорів, решта отримали або безкоштовні консультації (наприклад, щодо отримання ліцензій і сертифікатів), або конкретну допомогу у встановленні зв'язків з потенційними партнерами. Для 26 компаній із України було знайдено більше 70 партнерів із США, Канади, Мексики, а також Азії та Європи. 16 з них вже уклали конкретні договори на поставку товарів або послуг, інші продовжують процес переговорів, повідомляє установа.
Завдяки Офісу, зокрема, група компаній «Харківмаш» і канадська компанія «Tundra Oil Gas» досягли угоди про організацію в Україні сервісного обслуговування обладнання марки «Tundra». Завод «Рекаст» уклав відразу кілька угод на постачання жирних кислот в Китай, Таїланд, Німеччину, Польщу і Нідерланди. Після того, як регіональний президент американської компанії «Mannatech» по Європі, Північній Америці та Африці Кріс Сімонс на запрошення Офісу Харківської області в Вашингтоні відвідав харківське фармацевтичне підприємство «Здоров'я», компанії домовилися про контрактне виробництво біодобавок «Mannatech» на харківських потужностях.
Офіс також допоміг вийти на ринок США виробникам меду: харківське ТОВ «Бі Блум Компані» уклало контракти з шістьма американськими партнерами — «Madhava honey», «Natural sourcing LLC», «Wholesome sweeteners», а також «Food for Thought, Inc.», «Honey Run Winery», «Glorybee Foods Inc.». У числі успішних кейсів також можу назвати ПАТ «Мегабанк», який налагодив співпрацю з американською корпорацією приватних зарубіжних інвестицій «OPIC».
Великий інтерес західних компаній до ринку України також має низку досить конкретних прикладів. Зокрема, Офіс допоміг на українському ринку компанії «Cignifi», яка працює в сфері сучасних фінансових технологій і моделей поведінкових даних. Ми організували для неї серію зустрічей з основними операторами мобільних мереж і комерційними банками в Україні.
Також було надано допомогу щодо потенційних партнерів в Україні компаніям «Lastwall» і «Xityway». Послугами Офісу, серед інших, скористалася компанія «Integrated Device Technology, Inc.» (IDT), яка є одним з найбільших ІТ-аутсорсерів в США. Вона уклала угоду з харківською компанією ТОВ «Альбіон Діджитал Екшн». Представники компанії «Mannatech» також надали свою розгалужену дилерську мережу для реалізації фармацевтичної продукції харківських партнерів на ринках Азії і Африки.

## Гуманітарний напрямок
Крім ділового співробітництва, представництво Харківської області в США розвиває й інші напрямки. Одним із пріоритетів є поліпшення якості державного менеджменту з урахуванням західного досвіду. В рамках цього напрямку Офіс на безоплатній основі передав Харківської обласної держадміністрації та обласній раді систему електронного документообігу, а також сучасний високопродуктивний сканер для оцифровки звернень громадян. Навчання співробітників роботі з новою електронною системою було організовано разом із Українською ініціативою щодо підвищення впевненості (UCBI) і Агентством США з міжнародного розвитку (USAID).
Харківська область стала пілотним регіоном, де почали впроваджувати систему «електронного уряду». Одним із напрямків електронізації документообігу стало створення електронного каталогу держмайна (що дозволить дізнатися, наприклад, в якій лікарні є те чи інше обладнання), а також створення національного реєстру громадян, що дозвонить за індивідуальним номером лікарні — отримати всю медичну інформацію щодо хворого, банку — фінансову інформацію про клієнта, тощо.
Крім того, розвивається гуманітарний напрямок. Зокрема, в рамках роботи Офісу в Вашингтоні лікарні Харківської області отримали як гуманітарну допомогу медичне обладнання та витратні матеріали вартістю понад 300 тис. дол. США. Основними одержувачами допомоги стали районні дікарні та Харківський військовий госпіталь.

## Зовнішньополітичний напрямок
Офіс Харківської області в США став важливим постійним джерелом інформації про ситуацію в Україні для американських партнерів, для політичного і ділового істеблішменту США — зокрема, для Українського кокуса в Конгресі і провідних аналітичних центрах. Офісу вдалося встановити постійні контакти з комітетами Сенату і Палати представників з іноземних справ, Корпорацією закордонних приватних інвестицій (OPIC), іншими урядовими організаціями та агентствами.
Подібний інформаційний обмін важливий не тільки для української, але й, не менше, для американської сторони, вважає координатор представництва Дмитро Шувал. У процесі спілкування з конгресменами і сенаторами, які формують точку зору місцевого істеблішменту на російську агресію в Україні, його команді вдалося встановити ті сфери, де співпраця з Україною може бути особо цікавою для США. Саме завдяки цьому, в 2017 році в Києві було проведено Міжнародний форум з питань кібер-безпеки Global CyberSecurity Summit (GCS 2017).

## Міжнародній Саміт з питань кібербезпеки (GCS 2017)
Організаторами саміту виступили Офіс Харківської області в Вашингтоні разом з агенцією GloBee. Також партнером з боку США стала міжнародна компанія Mercury, один з лідерів в області стратегічних міжнародних комунікацій і суспільних стратегій. З української сторони партнером виступила Державна інноваційно-фінансова кредитна установа при Мінекономіки України. Керівництво Mercury звернулося до Держдепартаменту США, де керівництво Офісу познайомили з пулом експертів і IT-гуру. В результаті, GCS17 зібрав сотні експертів і понад 1000 учасників для обговорення питань, що мають вирішальне значення для економічної і кібербезпеки.
Відкриваючи представництво Харківської області в Вашингтоні, агенція GloBee вела консультації з різними організаціями та радниками. У керівників Офісу у Вашингтоні виникло розуміння, що IT-сфера  — це один з козирів України. Тому GloBee разом з американськими партнерами з Mercury вирішили привезти в Україну експертів міжнародного рівня, щоб допомогти розвивати знання і компетенції вітчизняного IT-сегменту. В Офісі зробили фокус на такий важливий напрямок, як кібербезпека. Агенції GloBee вдалося залучили до організації саміту приватні фінанси, в тому числі, свої.
Рівень Самміту був досить високим: його відкрили посли США і Ізраїлю, з докладом також виступив екс-заступник глави Держдепартаменту США Ентоні Блінкин. У саміті також взяли участь заступники міністра оборони і міністра МВС США, керівники служби кібербезпеки Білого дому, найбільше представництво американських компаній (в цілому — до 50), більше 20 країн-учасниць. Дуже символично, що вже за тиждень після форуму GCSS український уряд мав приймати антикризові рішення через компьютерний вірус «Petya». Агенція регіонального розвитку GloBee, залучивши американських експертів, створило під крилом Мінекономіки робочу групу, яка розробила цілу дорожню карту з інструкціями, а саме:
- як підготуватися до таких атак, щоб в майбутньому не виникали такі проблеми;
- як їм протистояти, якщо атаки відбулися — тобто як ефективно подолати їх наслідки.

Як зазначив у привітанні до учасників саміту секретар РНБО О.Турчинов, побудова дієвої та сучасної кібербезпеки держави «неможлива без широкої співпраці з приватним сектором, з представниками ринку телекомунікації, ІТ тощо». Його підтримав заступник глави Адміністрації Президента з питань координації реформ, інновацій та управлінням змінами Дмитро Шимків, який вважає, що в Україні, де питання національної безпеки є досить актуальним, потрібно створити саморегуляційний апарат, як у США. «Коли приватні компанії об'єднуються з державою, діляться інформацією про загрози, які виникають в приватному секторі, і можуть бути ідентичними на державному рівні», — додав він.
Зі свого боку Посол США в Україні Марі Йованович повідомила, що в 2015 році Українська енергетична система першою у світі зазнала кібератак і винесла з цього урок. У вітальному слові до учасників саміту пані Йованович висловила слова подяки українським експертам за те, що поділилися досвідом і допомогли уникнути подібного в США.